# Hanna Rabtsava
Hanna Rabtsava est une gymnaste rythmique biélorusse, née le 25 juin 1994.

## Palmarès

### Championnats du monde
- Moscou 2010
  -  médaille d'argent au concours général par équipes.